# Alfred Chauchard
Pour les articles homonymes, voir Chauchard.
Hippolyte François Alfred Chauchard, né le 22 août 1821 aux Mureaux (Seine-et-Oise - aujourd'hui Yvelines) et mort le 5 juin 1909 à Paris, est un homme d'affaires et collectionneur d'art français.

## Biographie

### Grands Magasins du Louvre
En 1855, Alfred Chauchard, jusqu'alors commis rue Montesquieu au magasin de nouveautés « Au Pauvre Diable » aux appointements de 25 francs par mois, s'associe avec Auguste Hériot et Charles Eugène Faré pour louer le rez-de-chaussée de l'Hôtel du Louvre, qui vient d'ouvrir ses portes rue de Rivoli, où ils créent « Les Galeries du Louvre ». Les locaux sont loués à La Compagnie Immobilière de Paris et les frères Pereire avancent des fonds pour le lancement de l'affaire.
L'ouverture du magasin n'est pas grandiose. La direction est médiocre, les employés ne sont pas payés régulièrement, et une fois un employé est parti avec la caisse.
En 1857 Faré se retire et la société est restructurée autour de ses deux associés Chauchard et Hériot. En 1861, les ventes font un bond en avant de 5 à 7 millions de francs, puis de 13 millions en 1861. À la fin des années 1870, la société est le premier magasin à atteindre les 100 millions de francs de vente annuelle.
En 1879 les associés peuvent acheter l'ensemble de l'immeuble (qui abrite aujourd'hui le Louvre des antiquaires). Après deux ans de travaux, ils ouvrent Les Grands Magasins du Louvre. 
La société ne disparaîtra qu'en 1974. Chauchard vend ses parts pour une raison inconnue en 1885.

### Collectionneur d'art
Chauchard réunit d'importantes collections de peintures et d'objets d'art; en novembre 1890 son nom reste attaché à l'achat, pour l'énorme somme de 800 000 francs-or, de L'Angélus de Jean-François Millet que se disputaient plusieurs musées américains. 
Il rachète la peinture 1814, La Campagne de France d'Ernest Meissonier pour 850 000 francs-or. Il rachète également des Corot, Delacroix, Daubigny, Jules Dupré et d'autres Meissonier, qui se trouvent tous actuellement au musée d’Orsay.
À cette époque, les crédits d’acquisition du Louvre sont bien inférieurs à ceux des musées de Berlin ou de Londres, et le musée bénéficie surtout des largesses des grands donateurs parmi lesquels Chauchard.

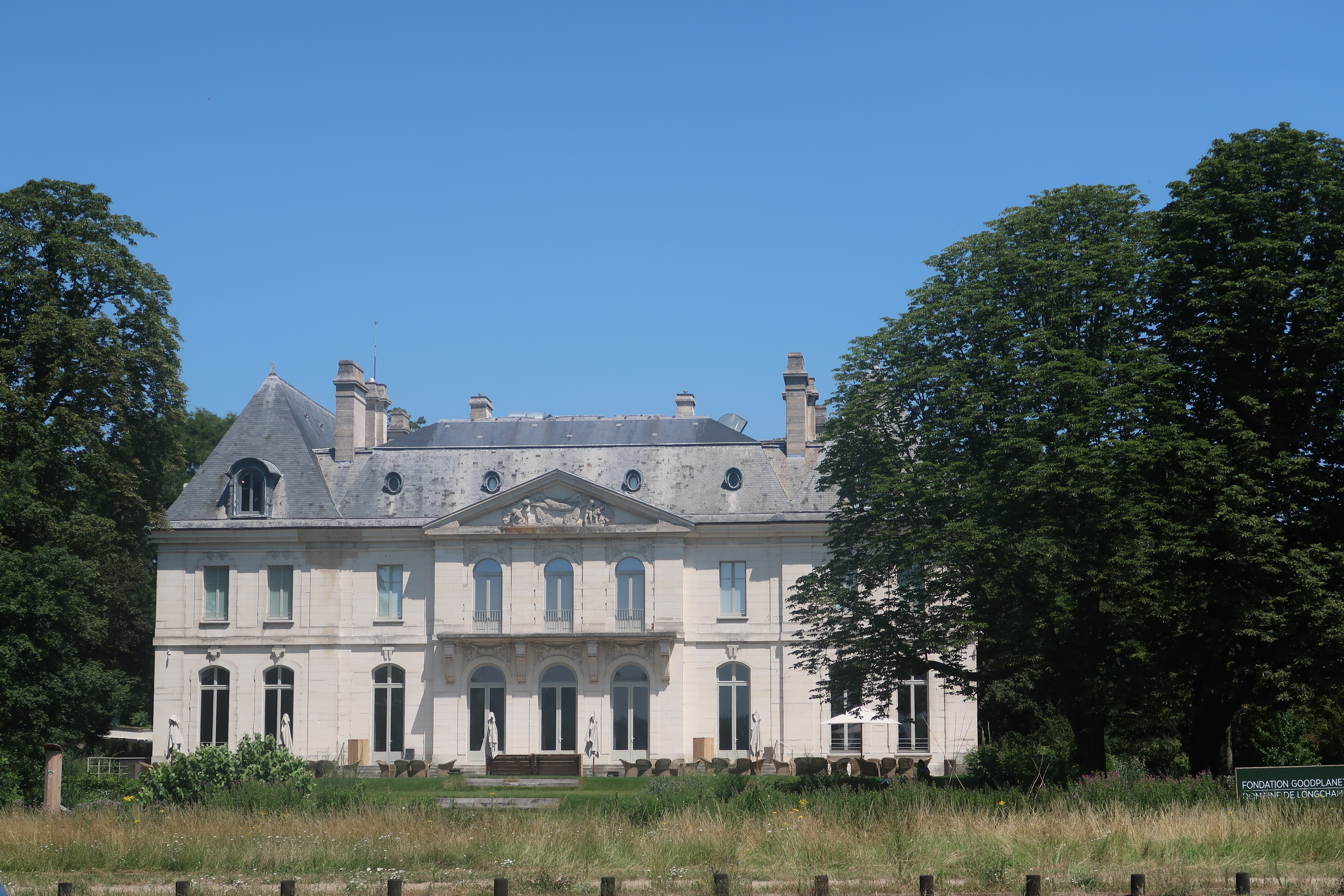
Le château de Longchamp, dans le bois de Boulogne.

Il loue à la ville de Paris le château de Longchamp dans le bois de Boulogne et habite un vaste hôtel particulier 5, avenue Velasquez, dans le 8e arrondissement parisien, à proximité du parc Monceau.
Son importante propriété versaillaise avenue de Paris, fait partie de l'ancien domaine privé de la comtesse de Provence, dite Madame, épouse du futur Louis XVIII, pavillon de musique aménagée par l'architecte Chalgrin appelée « le Pavillon Madame » ou « le château de Montreuil », ou encore « le Grand Montreuil ». C'est devenu un lotissement pavillonnaire privé nommé Parc Chauchard depuis le 16 octobre 1902.
À sa mort ses œuvres de Millet et Corot sont données au musée du Louvre; son buste en marbre est exposé à l'entrée du musée d'Orsay.

### Décès et héritage
Chauchard meurt le 5 juin 1909, à 87 ans, à Paris; il a soigneusement ordonné ses funérailles, qu'il veut grandioses. Son cercueil, en bois d'amarante orné de ciselures de bronze et de cuivre, a coûté 48 000 francs ; il y repose revêtu d'un habit noir, avec le cordon de la Légion d'honneur en sautoir, portant un gilet boutonné de perles précieuses d'une valeur de 500 000 francs qui vaudront plus tard à sa sépulture d'être profanée par des voleurs ; le linceul est en drap d'or. 
La cérémonie, grandiose, eut lieu le 10 juin; il avait exigé que tous ces employés suivent le corbillard de la Madeleine jusqu'au cimetière du Père-Lachaise où il est inhumé dans un mausolée (64e division). Le corbillard était garni d'orchidées, suivi par cinq chars de couronnes de fleurs et les croque-morts étaient habillés comme des laquais à la française. 
Fréquentant la Présidence de la République et les ministres, celui de l'Instruction publique Georges Leygues lui fait obtenir la Grand-croix de la Légion d'honneur ; Chauchard lui léguera une grande partie de sa fortune, mais leurs rapports ne sont pas bien élucidés. Il lui lègue une somme de 12 millions de francs, sa femme et ses deux filles recevant en outre chacune un million. Gaston Calmette, directeur du Figaro, hérite de deux millions, le sénateur Lozé de 500 000 francs, et la maîtresse de Chauchard hérite de l'hôtel  —  meublé — de l'avenue Velasquez et d'une importante dotation.
Les 105 lots du Parc Chauchard furent attribués à ses employés méritants. Son ancienne demeure existe toujours en son centre, entourée d'autres maisons. Sa seule condition en retour de ce don fut que l'on entretienne sa statue au centre du parc après sa mort.
Le Prix Chauchard de la Société des gens de lettres récompensait les œuvres littéraires et les actes de bienfaisance.

## Personnalité

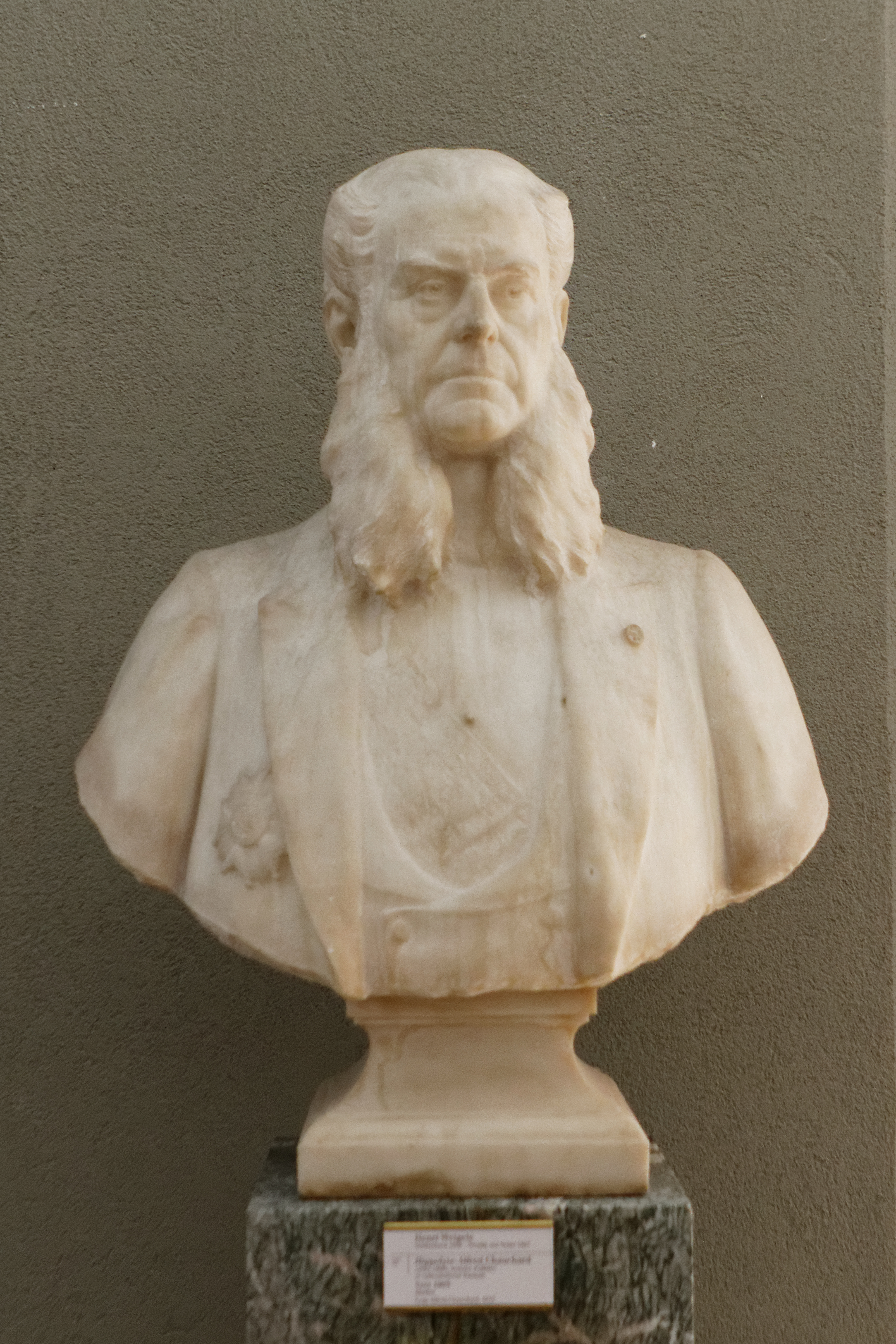
Buste d'Alfred Chauchard par Henri Weigele.

De son vivant, il se faisait beaucoup prier avant de consentir à montrer ses chefs-d'œuvre. Mais lorsqu'on était parvenu à vaincre sa résistance, il vous en récompensait en vous offrant un souvenir. Selon André Becq de Fouquières, dans ses magasins, on donnait aux enfants un ballon, dans sa galerie de l'avenue Vélasquez, les adultes recevaient soit une médaille à l'effigie de Chauchard, soit un moulage de son buste.
« Le personnage était infiniment plus complexe qu'il n'y paraît ; ainsi avait-il dressé un perroquet enfermé dans ses appartements privés à le saluer par un sarcasme. Chaque fois qu'il pénétrait dans sa chambre, l'oiseau criait : "Chauchard, tu es une bête ! Chauchard, tu es une bête !" » toujours selon André Becq de Fouquières.

## Iconographie
- Henri Weigele, Chauchard assis, 1903, bronze, Paris, musée d'Orsay.
- Une statue en marbre, à peu près grandeur nature (copie de la statuette en bronze dorée ci-dessus ?), le représentant assis, se trouve à Versailles, dans le parc Chauchard (voir le paragraphe ci-dessus sur sa propriété versaillaise et le lotissement du parc Chauchard), avenue du Louvre.
- Henri Weigele, Chauchard en buste, vers 1903, marbre, Paris, musée d'Orsay.
- Benjamin Constant, Alfred Chauchard, Paris, musée d'Orsay, 1896.